# 安村真奈
安村 真奈（やすむら まな、2004年7月8日 - ）は、日本のファッションモデル。熊本県出身。エイベックス・マネジメント所属。ファンネームは「まふぁみーな」。

## 略歴
エイベックスが主催する中学生までを対象とするエンタメコンテスト「キラチャレ2015」に参加し、ニコ☆プチ賞、モデル部門グランプリを同時受賞する。
2016年（平成28年）2月22日、小学5年生で『ニコ☆プチ』（新潮社）4月号より同誌専属モデル（プチモ）としてデビューを果たした。
ナルミヤ・インターナショナルの「ブルークロスガールズ」のイメージモデルに選ばれ、カタログへの掲載とともに、サインイベント、コラボ企画なども行われた。
2018年（平成30年）4月29日、東京・有明TFTホールにて開催された『プチ☆コレ8』をもって、鈴木伶奈・夏目璃乃・殿内虹風・高田凛・平原かのん・前田優衣・町田恵里那・石田結耶と共に『ニコ☆プチ』専属モデルを卒業した。
オープニングムービー「ニコ☆プチ戦隊オシャレンジャー」のメンバーも務めた。
同年6月1日、高田凛・町田恵里那と共に『nicola』（新潮社）7月号より同誌専属モデルとしてデビューを果たした。。
2019年（令和元年）7月1日、『nicola』8月号にて初表紙を飾った（黒坂莉那、草野星華と共同）。
安村は、飯豊まりえ、生見愛瑠に続く、キラチャレ出身の代表的モデルと目されており、キラチャレ地方予選や本選のゲストモデルとして度々出演しているが、最近では、TGC熊本などの外部イベントへの出演も増えている。

## 人物
- 「キラチャレ2015」で審査員を務めたニコ☆プチの山元編集長は、専属モデル入りの際には、キリッとした眉に大きな目の顔立ちで手足も長い安村を一目見た瞬間に「ニコ☆プチ賞」が決定したとコメントしていたが[8]、後に中京テレビのバラエティ番組「採用!フリップNEWS」から取材を受けた際には、書類審査で送られてきた安村の写真を見た段階で編集部6人全員が合格判定したエピソードを語っている[22]。
- キラチャレのグランプリ受賞者は、エイベックス・アーティストアカデミーでレッスンを受けることができるが[6]、安村は福岡校に通っていた[9]。
- プチモ当時のキャッチフレーズは、「とにかく可愛い安村」であった[8][23]。

## 出演

### 広告
- ナルミヤ・インターナショナル ブルークロスガールズ（2016年 - 2018年） - イメージモデル[9][10][11]

### イベント
- TGC KUMAMOTO 2019 by TOKYO GIRLS COLLECTION（2019年4月20日）[20]
- チキフェス2019（2019年4月28日）[21][24][25]

### MV
- FREAK 「Crazy Summer Paradise」（2017年）[26]

## 書籍

### 雑誌
- ニコ☆プチ（2016年4月号 - 2018年6月号、新潮社） - 専属モデル[8][27]
- nicola（2018年7月号 - 、新潮社） - 専属モデル[1][15]